# Etlingera pandanicarpa
Etlingera pandanicarpa är en enhjärtbladig växtart som först beskrevs av Adolph Daniel Edward Elmer, och fick sitt nu gällande namn av Axel Dalberg Poulsen. Etlingera pandanicarpa ingår i släktet Etlingera och familjen Zingiberaceae.
Artens utbredningsområde är Filippinerna. Inga underarter finns listade i Catalogue of Life.